# Szerecsenpacsirta
A szerecsenpacsirta vagy tatárföldi pacsirta (Melanocorypha yeltoniensis) a madarak osztályának verébalakúak (Passeriformes) rendjébe és a pacsirtafélék (Alaudidae) családjába tartozó faj.

## Előfordulása
Ázsiai sztyeppék (pusztaságok) lakója.
A Volgától Közép-Ázsiáig terjedő szikes szteppék lakója. Kóborlásai során eljut Európába is.

## Megjelenése
Testhossza 20 centiméter, szárnyfesztávolsága 12,8–13,7 centiméter, farka 7–7,5 centiméter, csőre pedig 1,5 centiméter.
A dolmány-, váll- és hátsó harmadrendű evező- meg farktollak végén jól látható fehéres fakó szegély van. A mell oldalain levő ugyanilyen színű szegélyezés alig látszik. Ezeknek a tollaknak a világos szegése tavaszra lekopik és akkor a madár úgyszólván tiszta fekete színű. Szeme sötétbarna, csőre szürke, lába fekete. A tojó felül fakó barna, sötét szárfoltokkal; a fakó fehér alsó testoldal feketés vonalkái a nyak oldalain nagyobb foltba tömörülnek. Hasa barnás oldalait fekete szárfoltok tarkítják. Evező- és kormánytollai feketebarnák, kívül világosabb szegéssel. Az első evező- és farktollak külső zászlaja fehér.

## Életmódja
Télen át is megmarad nyári költőhelyein; ha ideiglenesen el is hagyja azokat, nem költözik messzire, legfeljebb a hómentes helyeket keresi fel. Ennek dacára télen már Belgiumba, sőt Helgoland szigetére is eltévedt.  Télen óriási csapatokban lehet észlelni.  A szerecsenpacsirta nemcsak a fekete humuszos talajú vidékek lakója, hanem sokféle talajon megtelepszik, ha nem is mindegyiken. Az aránylag elég nagy fekete madár a világos talajon már jó messziről szembe ötlő. Futkározása és repülése – ha alacsonyan száll – rögtön elárulja benne a pacsirtát. De ha magasan repül, vagy sok vargabetűvel, szárnyaival sűrűn verdesve kanyarog, vagy pedig ha a földön nekiiramodik, valami különös sajátosságot mutat. Bár legjobban közeli rokonára, a kalandrapacsirtára (Melanocorypha calandra) hasonlít, ettől mégis mindig megkülönböztethető, mert igen furcsa sajátságos szitálással szokott a magasból leereszkedni. Széles szárnyának a lebegésnél igen jó hasznát veszi és így a röpképéről is könnyű ráismerni.

## Szaporodása

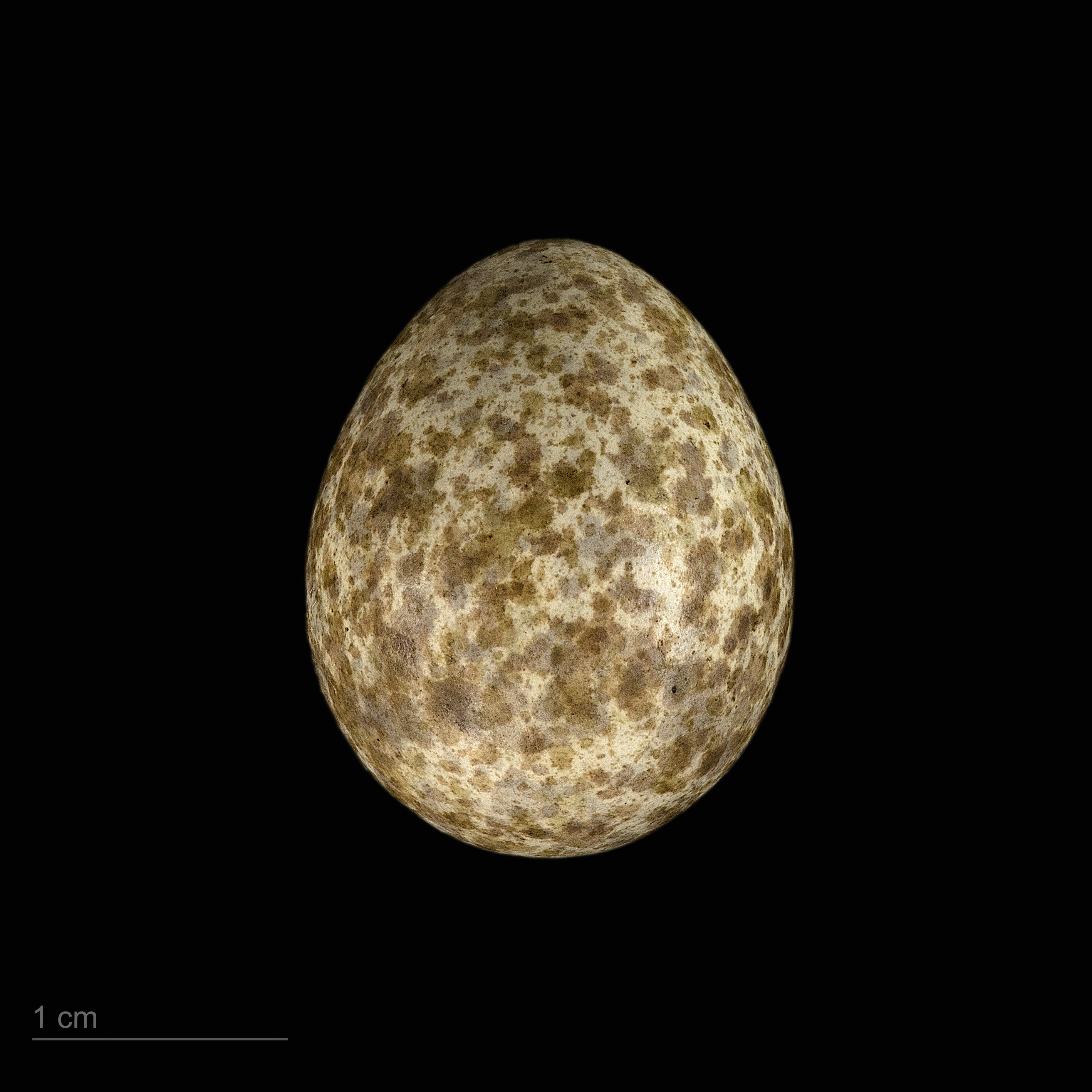
Melanocorypha yeltoniensis

Kezdetleges fészket a földre rakja és ügyesen elrejti a növények közé. Fészekalja többnyire 4 darab 20 milliméteres tojásból áll, melyeknek alapszíne fehéres, szürke és barnásszürke foltokkal tarkítva. A költés idején a táplálékát elsősorban rovarok alkotják. Később úgy az öregek, mint a fiatalok, a szikes talajon termő növények magvait fogyasztják.